# Средневерхненемецкий язык

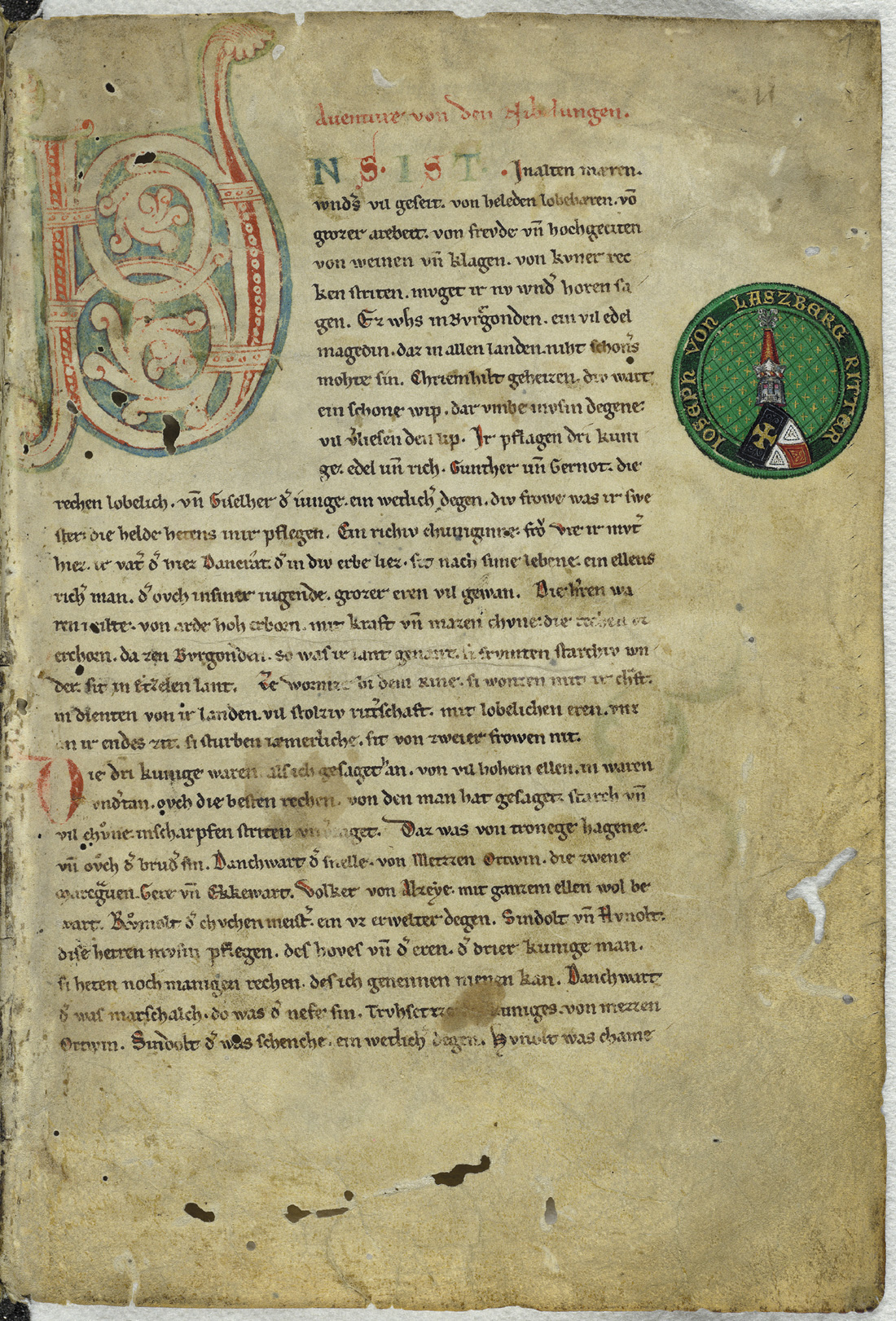
Страница «Песни о Нибелунгах» (вторая четверть XIII века).

Фрагмент (ок. 1340 года).

Средневерхненемецкий язык (нем. Mittelhochdeutsch), сокр. свн. (нем. Mhd.), — историческая форма верхненемецкого языка в эпоху Высокого Средневековья (1050—1350 годы), занимающая промежуточное положение между древневерхненемецким и ранним нововерхненемецким периодами. В более узком смысле под этим термином понимают классический средневерхненемецкий — стандартизированную форму языка, которая используется для публикации текстов средневерхненемецкой эпохи. Она была разработана в XIX веке на основании текстов классического средневерхненемецкого периода (ок. 1170—1230 годов).
Средневерхненемецкий не являлся единым надрегиональным нормативным языком Германии того времени. Он охватывает диалекты регионов — средненемецких и верхненемецких. Не существовало также единой орфографии.
Средневерхненемецкий — это прежде всего литературный язык; разговорная речь этого периода практически не зафиксирована в письменных источниках. К самым известным литературным памятникам относятся «Песнь о Нибелунгах», «Парцифаль» Вольфрама фон Эшенбаха, «Тристан» Готфрида Страсбургского, стихотворения Вальтера фон дер Фогельвейде в жанре миннезанга.

## Периодизация
Традиционно средневерхненемецкий период ограничивают 1050—1350 годами. Выбор нижней границы обусловлен малым количеством сохранившихся текстов XI века и значительными различиями в текстах предшествующего и последующего периодов. Главной фонетической особенностью является редукция безударных гласных. Изменения касаются и использования языка: если древневерхненемецкие тексты преимущественно предназначались для представителей церкви, то со второй половины XI века акцент смещается в сторону мирян.
Верхняя граница периода значительно более условна, поскольку изменения в диалектах происходили неравномерно. Выбор середины XIV века связан со внешними факторами: принятием немецкого в качестве официального языка канцелярии в правление императора Людовика IV, смещением центра власти в империи на восток, упадком традиционных аристократических жанров и возникновением городской литературы.
В средневерхненемецком периоде выделяют ранний (1050—1170), классический (1170—1230) и поздний (1230—1350). Окончание раннего средневерхненемецкого периода связано с переходом от исключительно религиозных текстов к куртуазным.

## Диалекты
| Средненемецкие диалекты | Западные          | - среднефранкские - рейнско-франкские - гессенские   |
| Средненемецкие диалекты | Восточные         | - тюрингские - верхнесаксонские - силезские          |
| Южнонемецкие диалекты   | Восточнофранкские |                                                      |
| Южнонемецкие диалекты   | Алеманнские       | - нижнеалеманнские - верхнеалеманнские - швабские    |
| Южнонемецкие диалекты   | Баварские         | - севернобаварские - среднебаварские - южнобаварские |

## Фонетика

### Гласные
| Подъём         | Ряд                                                                                     | Ряд                                                                                     | Ряд                                                                                     | Ряд                                                                                     | Ряд                                                                                     | Ряд                                                                                     | Ряд                                                                                     | Ряд                                                                                     |
| Подъём         | Передние                                                                                | Передние                                                                                | Передние                                                                                | Передние                                                                                | Средние                                                                                 | Средние                                                                                 | Огублённые задние                                                                       | Огублённые задние                                                                       |
| Подъём         | Неогублённые                                                                            | Неогублённые                                                                            | Огублённые                                                                              | Огублённые                                                                              | Средние                                                                                 | Средние                                                                                 | Огублённые задние                                                                       | Огублённые задние                                                                       |
| -------------- | --------------------------------------------------------------------------------------- | --------------------------------------------------------------------------------------- | --------------------------------------------------------------------------------------- | --------------------------------------------------------------------------------------- | --------------------------------------------------------------------------------------- | --------------------------------------------------------------------------------------- | --------------------------------------------------------------------------------------- | --------------------------------------------------------------------------------------- |
| Верхние        | ɪ ⟨i⟩                                                                                   | iː ⟨î⟩                                                                                  | ʏ ⟨ü⟩                                                                                   | yː ⟨iu⟩                                                                                 |                                                                                         |                                                                                         | ʊ ⟨u⟩                                                                                   | uː ⟨û⟩                                                                                  |
| Средне‐верхние | e ⟨ẹ⟩, ⟨e⟩                                                                              | eː ⟨ê⟩                                                                                  |                                                                                         | øː ⟨œ⟩                                                                                  |                                                                                         |                                                                                         |                                                                                         | oː ⟨ô⟩                                                                                  |
| Средние        |                                                                                         |                                                                                         |                                                                                         |                                                                                         | (ə) ⟨e⟩                                                                                 |                                                                                         |                                                                                         |                                                                                         |
| Средне‐нижние  | ɛ ⟨ë⟩, ⟨e⟩                                                                              |                                                                                         | œ ⟨ö⟩                                                                                   |                                                                                         |                                                                                         |                                                                                         | ɔ ⟨o⟩                                                                                   |                                                                                         |
| Нижние         | æ ⟨ä⟩                                                                                   | æː ⟨æ⟩                                                                                  |                                                                                         |                                                                                         | a ⟨a⟩                                                                                   | aː ⟨â⟩                                                                                  |                                                                                         |                                                                                         |
| Дифтонги       | /ɪe/ ⟨ie⟩, /ʏe/ ⟨üe⟩, /ʊɔ/ ⟨uo⟩, /eɪ/ ⟨ei⟩, /œʏ/ ⟨öu⟩ (иногда ⟨eu⟩ или ⟨öi⟩), /ɔʊ/ ⟨ou⟩ | /ɪe/ ⟨ie⟩, /ʏe/ ⟨üe⟩, /ʊɔ/ ⟨uo⟩, /eɪ/ ⟨ei⟩, /œʏ/ ⟨öu⟩ (иногда ⟨eu⟩ или ⟨öi⟩), /ɔʊ/ ⟨ou⟩ | /ɪe/ ⟨ie⟩, /ʏe/ ⟨üe⟩, /ʊɔ/ ⟨uo⟩, /eɪ/ ⟨ei⟩, /œʏ/ ⟨öu⟩ (иногда ⟨eu⟩ или ⟨öi⟩), /ɔʊ/ ⟨ou⟩ | /ɪe/ ⟨ie⟩, /ʏe/ ⟨üe⟩, /ʊɔ/ ⟨uo⟩, /eɪ/ ⟨ei⟩, /œʏ/ ⟨öu⟩ (иногда ⟨eu⟩ или ⟨öi⟩), /ɔʊ/ ⟨ou⟩ | /ɪe/ ⟨ie⟩, /ʏe/ ⟨üe⟩, /ʊɔ/ ⟨uo⟩, /eɪ/ ⟨ei⟩, /œʏ/ ⟨öu⟩ (иногда ⟨eu⟩ или ⟨öi⟩), /ɔʊ/ ⟨ou⟩ | /ɪe/ ⟨ie⟩, /ʏe/ ⟨üe⟩, /ʊɔ/ ⟨uo⟩, /eɪ/ ⟨ei⟩, /œʏ/ ⟨öu⟩ (иногда ⟨eu⟩ или ⟨öi⟩), /ɔʊ/ ⟨ou⟩ | /ɪe/ ⟨ie⟩, /ʏe/ ⟨üe⟩, /ʊɔ/ ⟨uo⟩, /eɪ/ ⟨ei⟩, /œʏ/ ⟨öu⟩ (иногда ⟨eu⟩ или ⟨öi⟩), /ɔʊ/ ⟨ou⟩ | /ɪe/ ⟨ie⟩, /ʏe/ ⟨üe⟩, /ʊɔ/ ⟨uo⟩, /eɪ/ ⟨ei⟩, /œʏ/ ⟨öu⟩ (иногда ⟨eu⟩ или ⟨öi⟩), /ɔʊ/ ⟨ou⟩ |

В классическом средневерхненемецком долгие гласные (за исключением /yː/) обозначаются циркумфлексом. В манускриптах написание долгих и кратких гласных не различалось; иногда долгий гласный мог сочетаться с ⟨e⟩ (например, диграф œ мог обозначать звук /øː/ или /oː/). Дифтонги /ou/, /uo/ и /üe/ в манускриптах могли передаваться как ⟨oͮ⟩, ⟨uͦ⟩ и ⟨uͤ⟩ соответственно. Как и в классическом средневерхненемецком, сочетание /ouw/ могло передаваться как ⟨ow⟩ (вариант vrowe вместо vrouwe).
[ə] возникает только в безударной позиции.
В словах немецкого происхождения ударение падало на первый слог за исключением глагольных приставок be-, er-, ent-, ge-, ver- и zer-.

#### Сравнение с древневерхненемецким периодом
Главной фонетической особенностью является редукция большинства безударных гласных до [ə] или их выпадение, которое сильнее всего проявлялось в южногерманских диалектах, прежде всего в баварском. Они же были наиболее склонны сохранять безударные гласные во флексионных окончаниях.
Во флексиях редукции сопротивлялся суффикс iu (blindiu, disiu). Гласные под вторичным ударением также зачастую сохранялись (armuot, heilant). Слова an(e), ab(e), mit(e) и ob(e) обычно сохраняли e в значении наречия, но не в значении предлога. Выпадение часто происходило в сочетаниях le и re после ударного краткого гласного (spilen → spiln) или безударного e (wintere → winter). Утрата флексий сопровождалась распространением артиклей (in himilom → in dem himel, rîchi thîn → daz rîche dîn). Синкопирование безударных могло затрагивать соседние согласные (furliosan → vliesen). Глагольные окончания -det и -tet редуцировались до -t (berihtet → beriht).
Редукция безударных также способствовала закрелению умлаута на письме. В древневерхненемецком чередование было обусловлено последующим безударным гласным (gaste/gesti) и могло не отражаться на письме (mohta/mohti). С редукцией безударных ударная гласная стала выполнять функцию различения словоформ (mohte/möhte). Таким образом, /e/, /æ/, /æː/, /ʏ/, /yː/, /œ/, /øː/, /œʏ/, /ʏe/ стали самостоятельными фонемами. Фонема /ɪʊ/ слилась с /yː/ и была утрачена.

#### Сравнение с нововерхненемецким периодом
Долгие монофтонги /iː/, /yː/, /uː/ подверглись дифтонгизации (mîn niuwez hûs → mein neues Haus). Этот процесс начался в XII веке в баварских диалектах и стал распространяться на север и запад. В западных средненемецких диалектах дифтонгизация возникла только в XVI веке, в части алеманнских диалектов она отсутствует и по сей день.
Дифтонги /eɪ/, /œʏ/, /ɔʊ/ подверглись расширению. С XI века в западных средненемецких диалектах начинает проявляться монофтонгизация дифтонгов /ɪe/, /ʏe/, /ʊɔ/ (lieber müeder bruoder → lieber müder Bruder). К началу раннего нововерхненемецкого периода она распространилась на остальные диалекты, за исключением некоторых алеманнских и баварских диалектов.
Краткие гласные в открытых слогах в нововерхненемецком становятся долгими (tages → T/aː/ges). Этот процесс фиксируется в западных средненемецких диалектах с XII века, к XIV веку он распространился на остальные диалекты, за исключением некоторых алеманнских. Удлинение гласных также происходит в закрытых слогах морфологически схожих слов (tac → T/aː/g) и при финали в виде носового (ihn), плавного (wohl) или r с зубным согласным (Fahrt). В некоторых случаях гласные остаются краткими: перед t (Gatte), mel (Himmel), согласными с -er (Donner).
В некоторых случаях долгие гласные сокращаются: перед [xt] (brâhte → brachte), r с согласным (lêrche → Lerche), m, t и слогами с финалью -er, -el или -en (jâmer → Jammer, lâzen → lassen). Сокращение могло происходить и при монофтонгизации (lieht → Licht).
Фонемы /e/, /ɛ/, /æ/ в большинстве диалектов слились в /ɛ/.

### Согласные
| Способ образования         | Место образования | Место образования | Место образования | Место образования | Место образования | Место образования | Место образования | Место образования | Место образования | Место образования | Место образования | Место образования | Место образования | Место образования | Место образования |
| Способ образования         | Губные            | Губные            | Губные            | Губные            | Переднеязычные    | Переднеязычные    | Переднеязычные    | Переднеязычные    | Переднеязычные    | Переднеязычные    | Палат.            | Велярные          | Велярные          | Глот.             | Глот.             |
| Способ образования         | Губно-губные      | Губно-губные      | Губно-зубные      | Губно-зубные      | Альвеол.          | Альвеол.          | Постальвеолярные  | Постальвеолярные  | Постальвеолярные  | Постальвеолярные  | Палат.            | Велярные          | Велярные          | Глот.             | Глот.             |
| Способ образования         | Губно-губные      | Губно-губные      | Губно-зубные      | Губно-зубные      | Альвеол.          | Альвеол.          | Палато-альвеол.   | Палато-альвеол.   | Ретрофл.          | Ретрофл.          | Палат.            | Велярные          | Велярные          | Глот.             | Глот.             |
| -------------------------- | ----------------- | ----------------- | ----------------- | ----------------- | ----------------- | ----------------- | ----------------- | ----------------- | ----------------- | ----------------- | ----------------- | ----------------- | ----------------- | ----------------- | ----------------- |
| Взрывные                   | p                 | b                 |                   |                   | t                 | d                 |                   |                   |                   |                   |                   | k                 | g                 |                   |                   |
| Взрывные                   |                   |                   |                   |                   |                   |                   |                   |                   |                   |                   | ⟨c⟩, ⟨k⟩          |                   |                   |                   |                   |
| Аффрикаты                  | pf                |                   |                   |                   | ts                |                   |                   |                   |                   |                   |                   | kx                |                   |                   |                   |
| Аффрикаты                  | ⟨pf⟩, ⟨ph⟩        | ⟨pf⟩, ⟨ph⟩        |                   |                   | ⟨z⟩, ⟨tz⟩         | ⟨z⟩, ⟨tz⟩         |                   |                   |                   |                   |                   |                   |                   |                   |                   |
| Фрикативные                |                   |                   | f                 | v                 | s                 |                   | ʃ                 |                   | ʂ                 | ʐ                 |                   | x                 |                   | h                 |                   |
| Фрикативные                |                   |                   |                   | ⟨v⟩, ⟨f⟩          | ⟨z⟩, ⟨ʒ⟩          | ⟨z⟩, ⟨ʒ⟩          | ⟨sch⟩             |                   | ⟨s⟩               | ⟨s⟩               |                   | ⟨ch⟩, ⟨h⟩         | ⟨ch⟩, ⟨h⟩         |                   |                   |
| Носовые                    |                   | m                 |                   |                   |                   | n                 |                   |                   |                   |                   |                   |                   | (ŋ)               |                   |                   |
| Носовые                    |                   |                   |                   |                   |                   |                   |                   |                   |                   |                   | ⟨n⟩               |                   |                   |                   |                   |
| Дрожащие                   |                   |                   |                   |                   |                   | r                 |                   |                   |                   |                   |                   |                   |                   |                   |                   |
| Аппроксиманты              |                   | w                 |                   |                   |                   | l                 |                   |                   |                   |                   | j                 |                   |                   |                   |                   |
| Аппроксиманты              | ⟨w⟩, ⟨u⟩          |                   |                   |                   |                   |                   |                   |                   |                   |                   |                   |                   |                   |                   |                   |
| 1. 2. 3. 4. 5. 6. 7. 8. 9. |                   |                   |                   |                   |                   |                   |                   |                   |                   |                   |                   |                   |                   |                   |                   |

В отличие от нововерхненемецкого, удвоенные согласные в классическом средневерхненемецком обозначают геминацию.
В конце слова /b/, /d/, /g/ оглушаются.
/ʐ/ возникает в начальной позиции перед гласным (sagen, sîn), между гласными (lesen, weise), между носовым или плавным и гласным (hülse, gense). При удвоении ⟨ss⟩ произносится как /ʂː/ (gewisen → gewissen).
⟨z⟩ в начале ударного слога (zehen, bezeichenen) и после согласного (herze) произносится как /ts/, в остальных случаях как /s/ (lâzen, waz). В некоторых изданиях /s/ передают графемой ⟨ʒ⟩.
В классическом средневерхненемецком ⟨v⟩ и ⟨f⟩ в начальной позиции произносятся как /v/. В конечной позиции и ⟨-ft⟩ встречается только /f/.
⟨h⟩ всегда произносится. В классическом средневерхненемецком в паре звуков /x/—/h/ в начальной позиции возможен только /h/, в конечной — только /x/. В сочетаниях /lx/, /rx/, /xt/, /xs/ звук передаётся графемой ⟨h⟩ (naht, sehs).

## Грамматика
Грамматические различия между средневерхненемецким и нововерхненемецким уже не столь существенны, нежели отличия последнего от древневерхненемецкого языка. Основные отличия заключаются в том, что в современном немецком языке отсутствует средневерхненемецкая корневая o, изменена система склонений, в том числе склонений глаголов во втором лице единственного числа, которые в средневерхненемецком имеют архаичные формы.

### Существительное
Существительные имеют сильное и слабое склонение.
| Падеж                        | Мужской род (1,4 класс) | Средний род (1,4 класс) | Женский род (2,4 класс) |
| ---------------------------- | ----------------------- | ----------------------- | ----------------------- |
| Номинатив и аккузатив ед. ч. | tac gast                | wort blat               | gëbe kraft              |
| Генетив ед. ч.               | tages gastes            | wortes blates           | gëbe krefte             |
| Датив ед. ч.                 | tage gaste              | worte blate             | gëbe krefte             |
|                              |                         |                         |                         |
| Номинатив и аккузатив мн. ч. | tage geste              | wort bleter             | gëbe krefte             |
| Генетив мн. ч.               | tage geste              | worte bleter            | gëben krefte            |
| Датив мн. ч.                 | tagen gesten            | worten bletern          | gëben kreften           |

| Падеж                                      | Мужской род | Женский род  | Средний род |
| ------------------------------------------ | ----------- | ------------ | ----------- |
| Номинатив и аккузатив ед. ч.               | bote boten  | zunge zungen | hërze       |
| Генетив и датив мн. ч. и все падежи мн. ч. | boten       | zungen       | hërzen      |

### Глагол
| Лицо      | Презенс | Презенс (кон.) | Претерит | Претерит (кон.) |
| --------- | ------- | -------------- | -------- | --------------- |
| ich       | biuge   | biege          | bouc     | büge            |
| du        | biugest | biegest        | büge     | bügest          |
| er/siu/ez | biuget  | biege          | bouc     | büge            |
|           |         |                |          |                 |
| wir       | biegen  | biegen         | bugen    | bügen           |
| ir        | bieget  | bieget         | buget    | büget           |
| sie       | biegent | biegen         | bugen    | bügen           |

| Лицо      | Презенс | Презенс (кон.) | Претерит (инд./кон.) |
| --------- | ------- | -------------- | -------------------- |
| ich       | lëbe    | lëbe           | lëb(e)te             |
| du        | lëbest  | lëbest         | lëb(e)test           |
| er/siu/ez | lëbet   | lëbe           | lëb(e)te             |
|           |         |                |                      |
| wir       | lëben   | lëben          | lëb(e)ten            |
| ir        | lëbet   | lëbet          | lëb(e)tet            |
| sie       | lëbent  | lëben          | lëb(e)ten            |

| Нововерхнененемецкий | 1 и 3 л. ед. ч. | 2 л. ед. ч. | 1 и 3 л. мн. ч. (инф.) | Претерит                  |
| -------------------- | --------------- | ----------- | ---------------------- | ------------------------- |
| wissen               | weiz            | weist       | wizzen                 | wisse/wësse/wiste/wëste   |
| taugen/nützen        | touc            | -           | tugen                  | tohte — töhte             |
| gönnen               | gan             | ganst       | gunnen                 | gunde/gonde — günde       |
| können/kennen        | kan             | kanst       | kunnen                 | kunde/konde — künde       |
| bedürfen             | darf            | darft       | durfen                 | dorfte — dörfte           |
| es wagen             | tar             | tarst       | turren                 | torste — törste           |
| sollen               | sol/sal         | solt        | suln                   | solde/solte — sölde/solde |
| vermögen             | mac             | maht        | mugen                  | mahte/mohte — mähte/möhte |
| dürfen               | muoz            | muost       | müezen                 | muos(t)e — mües(t)e       |

|                         | sîn (sein)                            | tuon (tun)      | wellen (wollen)                     | hân (haben)  |
| ----------------------- | ------------------------------------- | --------------- | ----------------------------------- | ------------ |
| Презенс (ед. ч.)        | bin bist ist                          | tuon tuost tuot | wil(e) wil(e)/wilt wil(e)           | hân hâst hât |
| Презенс (мн. ч.)        | birn/sîn/sint birt/bint/sît/sint sint | tuon tuot tuont | wel(le)n wel(le)t wel(le)nt, wellen | hân hât hânt |
| Презенс (кон.) (ед. ч.) | sî sîst sî                            | tuo tuost tuo   | welle wellest welle                 |              |
| Презенс (кон.) (мн. ч.) | sîn sît sîn                           | tuon tuot tuon  | wellen wellet wellen                |              |

### Комментарии
1. ↑  Некоторыми исследователями выделяется в отдельную от южнонемецких диалектов группу.